# Adriano Pappalardo (album)
Adriano Pappalardo è il primo album di Adriano Pappalardo, pubblicato a settembre del 1972 e ristampato in CD nel 2001.

## Descrizione
Il debutto su 33 giri del cantante pugliese fu pubblicato dopo il successo dei suoi primi due singoli: Una donna/Il bosco no del 1971 e È ancora giorno/Senza anima, uscito poche settimane prima dell'album, il quale include tutte e quattro queste canzoni. Tra gli altri brani, Un uomo molte cose non le sa – portato al successo l'anno prima da Nicola Di Bari – e Problemi di coscienza che nell'ottobre del 1972 divenne lato B del 45 giri Segui lui dello stesso Pappalardo.
Tra i musicisti che partecipano all'incisione, quattro provengono dal gruppo di Patrick Samson (Euro Cristiani, Guido Guglielminetti, Umberto Tozzi e Claudio Pascoli) mentre Giorgio Benacchio è un ex componente de I Ribelli.

## La copertina
L'illustrazione di copertina è opera di Gianni Celano Giannici, Caesar Monti e Vanda Spinello; raffigura un centauro la cui parte umana ha le sembianze di Pappalardo.
(Caesar Monti)

## Tracce
Lato A
1. È ancora giorno – 4:45 (testo: Mogol – musica: Lucio Battisti)
2. Argani e trattori – 3:21 (testo: Alberto Salerno – musica: Mario Lavezzi)
3. Libera amore – 6:00 (testo: Gianni Celano Giannici – musica: Oscar Prudente)
4. Il bosco no – 4:50 (testo: Mogol – musica: Guido Maria Ferilli)
5. Un uomo molte cose non le sa – 4:09 (testo: Salerno – musica: Elio Isola)

Lato B
1. Una donna – 4:15 (testo: Mogol – musica: Lavezzi)
2. In America – 3:30 (testo: Bruno Carlo Longhi, Mogol – musica: Lavezzi)
3. Problemi di coscienza – 5:20 (testo: Mogol – musica: Lavezzi)
4. Senza anima – 4:24 (testo: Mogol – musica: Prudente)
5. Figli dell'aria – 3:47 (testo: Giannici – musica: Euro Cristiani)

## Formazione
- Adriano Pappalardo – voce
- Giorgio Benacchio – chitarra elettrica
- Umberto Tozzi – chitarra elettrica
- Sergio Brunetti – pianoforte, organo Hammond
- Guido Guglielminetti – basso
- Euro Cristiani – batteria
- Roberto Fassio – sax, flauto
- Claudio Pascoli – sax, flauto
- Pier Luigi Mucciolo – tromba, trombone
- Reginaldo Ettore – campane sarde
- Lalla Francia, Lella Esposito, Giusy Greco, Paola Orlandi – cori